# کورتلیو (آلاباما)
کورتلیو (به انگلیسی: Cortelyou) یک منطقهٔ مسکونی در ایالات متحده آمریکا است که در شهرستان واشینگتن، آلاباما واقع شده‌است. کورتلیو ۱۷٫۹۸ متر بالاتر از سطح دریا قرار دارد.